# Alfred Felder

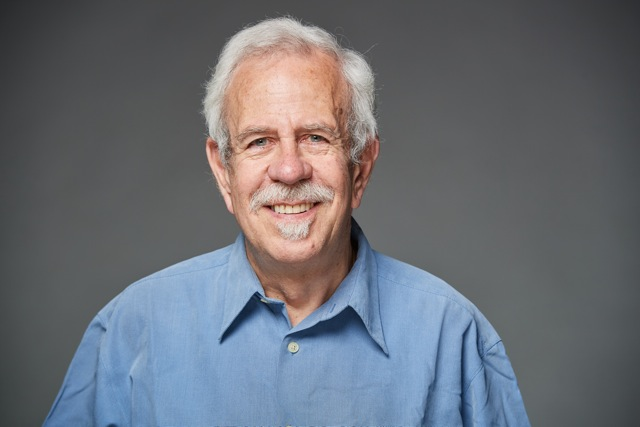
Alfred Felder (2019)

Alfred Felder (* 2. September 1950 in Luzern) ist ein Schweizer Musiker.

## Leben
Er studierte Violoncello und Komposition an der Musikhochschule Luzern. Nach dem Lehrdiplom mit Auszeichnung schloss er weiterführende Studien an der Hochschule für Musik und darstellende Kunst Mozarteum Salzburg mit dem Solistendiplom ab. Er errang Studien- und Förderpreise der Migros-Kulturstiftung und Meisterkurse bei Paul Tortelier.
Alfred Felder war Solocellist verschiedener Kammerorchester, und von 1977 bis 1983 Mitglied der Festival Strings Lucerne. Als Solist und Kammermusiker konzertierte er in den meisten Ländern Europas sowie in Kanada, Indien, China und Japan. Er spielte verschiedene Radio- und Schallplattenaufnahmen ein.
Von 1981 bis zu seiner Pensionierung im Sommer 2016 war Alfred Felder Lehrer für Violoncello am Konservatorium Winterthur (heute Teil der Zürcher Hochschule der Künste).

## Werke
Als Komponist erhielt er Aufträge unter anderem von der Stadt Zürich, der Tonhallegesellschaft Zürich, dem Musikkollegium Winterthur, dem Festival Strings Lucerne, der Schweizer Kammerphilharmonie, dem Forum für Neue Musik oder dem Theater am Gleis. Seine Orchesterwerke wurden an verschiedenen Festivals gespielt, so in Tokyo, am Osaka-Festival, in Südafrika, in Russland in den USA und am Lucerne Festival. Für den Concours International de Violon Shlomo Mintz 2005 und 2006 komponierte er die Pflichtstücke (Capriccio und Variations for Violin Solo).
Das Auftragswerk „âtesh“ für Soli, gemischten Chor und grosses Orchester wurde am 11. und 12. Januar 2007 mit dem Tonhalle-Orchester Zürich und dem Konzertchor Harmonie als Schweizer Beitrag zum UNESCO-Jahr 2007 uraufgeführt. Die Deutsche Erstaufführung von âtesh wurde am 25. Oktober 2011 im grossen Saal der Berliner Philharmonie von den drei Chören Berliner Konzertchor, Konzertchor Harmonie Zürich und G.F. Händel Kinderchor gespielt.
Als Auftragswerk des Musikkollegiums Winterthur wurde sein Violinkonzert „open secret“ in einem Abonnements-Konzert uraufgeführt. Sein Streichquartett – auch das ein Auftrag des Musikkollegiums Winterthur – wurde schon von mehreren Quartetten gespielt, u. a. auf einer Argentinien-Tournée des Sarastro-Quartetts, das es auch auf CD aufgenommen hat.
Am 8. März 2012 wurde sein Auftragswerk „khamush“ für Bass-Bariton, gemischten Chor und grosses Orchester in der Tonhalle Zürich mit dem Konzertchor Harmonie und dem Tonhalle-Orchester Zürich erfolgreich uraufgeführt sowie wurde Felder 2013 und 2014 nach Charlotte (North Carolina, USA) zum Festival "Sensoria - a celebration of the arts" eingeladen.
Er erhielt einen Kompositionsauftrag des Brandenburgischen Staatsorchesters Frankfurt, „delaram“ Musik für Bariton und grosses Orchester wurde am 13. Februar 2015, erfolgreich uraufgeführt mit Robert Koller, als Bariton unter der Leitung von Zsolt Hamar. Als "Composer in Resindence" nahm er im Mai 2024 am Pfingstfestival Schloss Brunegg teil und gab dazu ein Interview.
Felders Werke sind bei der Schweizer Musikedition SME, Breitkopf & Härtel, Gilgenreiner und KaNo verlegt. Zu den Kompositionen für Kinder und Jugendliche zählt auch das von der European String Teachers Association (ESTA) ausgezeichnete Werk „Wasserspiele“,  zahlreiche Aufführungen seiner Werke sind auf CD erschienen. All seine Manuskripte sind als Vorlass in der Zentralbibliothek Zürich.

## Ehrungen
Alfred Felder erhielt 2018 den Carl-Heinrich-Ernst-Kunstpreis der gleichnamigen Kunststiftung in Winterthur für sein Lebenswerk als Komponist. Verschiedene Kompositionen wurden mit dem Prädikat „pädagogisch besonders wertvoll“ des Verbands Deutscher Musikschulen ausgezeichnet.